# Philipp Schiemer
Philipp Schiemer  (* 1964) ist ein Manager und war vom 1. August 2020 bis zum 28. Februar 2023 Geschäftsführer der Mercedes-AMG GmbH.

## Karriere
Schiemer startete seine Karriere bei der Daimler-Benz AG im Jahr 1984. Bis 1997 war er in verschiedenen Führungspositionen im Vertrieb und Produktmanagement, darunter als Leiter des Produktmanagements der A-Klasse und Leiter des Bereiches Marketing Mercedes-Benz Pkw, für den Konzern in Deutschland und Brasilien tätig. Von 2000 bis 2004 war Schiemer Leiter des Bereichs Vertrieb und Marketing bei der smart GmbH, einer Tochtergesellschaft der damaligen DaimlerChrysler AG. 2005 kehrte er nach Brasilien zurück, um die Position des Vertriebsleiters von DaimlerChrysler do Brasil Ltda. anzutreten. Im Jahr 2009 wurde ihm die Leitung des Bereichs Marketing Mercedes-Benz Pkw in Stuttgart übertragen. Von 2013 bis 2020 war er Geschäftsführer von Mercedes-Benz do Brazil Ltda. In dieser Zeit war Schiemer zudem Präsident der deutsch-brasilianischen Industrie- und Handelskammer São Paulo.
Im Februar 2020 wurde bekannt gegeben, dass Schiemer ab Juli 2020 Leiter im Bereich Vertrieb und Marketing bei Daimler Buses werden soll. Diese Meldung wurde jedoch im Mai 2020 zurückgezogen und Schiemer stattdessen ab dem 1. August 2020 die Geschäftsführung der Mercedes-AMG GmbH übertragen. Er übernahm die Position von Tobias Moers, welcher zum britischen Sportwagenhersteller Aston Martin wechselte. Im Januar 2023 wurde bekannt, dass Schiemer AMG zum 1. April 2023 verlassen würde, um bei der Mercedes-Benz AG die neu erschaffene Position „Top End Kunden und Community Management“ zu übernehmen. Sein Nachfolger bei AMG wird Michael Schiebe.